# Letovanci
Letovanci je naselje u Republici Hrvatskoj, u sastavu Grada Sisak, Sisačko-moslavačka županija. 
Mjesto Letovanci smjestilo se 15 km južno od Siska i 17 km jugoistočno od Petrinje, u podnožju Zrinske gore. Selo se prostire na površini od cca 100 ha. Prvi dokumenti o postojanju naselja sežu u 13. stoljeće. Župna crkva Svetog Jurja spominje se 1334. godine. Selo je 1991. godine bilo okupirano za vrijeme Domovinskog rata a oslobođeno je tijekom akcije Oluja 1995. godine.

## Stanovništvo
Prema popisu stanovništva iz 2001. godine, naselje je imalo 73 stanovnika te 25 obiteljskih kućanstava.
| broj stanovnika | 148   | 142   | 137   | 177   | 190   | 185   | 186   | 159   | 130   | 133   | 127   | 94    | 95    | 82    | 73    | 56    | 42    |
|                 | 1857. | 1869. | 1880. | 1890. | 1900. | 1910. | 1921. | 1931. | 1948. | 1953. | 1961. | 1971. | 1981. | 1991. | 2001. | 2011. | 2021. |